# Verwaltungsgemeinschaft Thonhausen
Die Verwaltungsgemeinschaft Thonhausen lag im thüringischen Landkreis Altenburger Land.

## Gemeinden
- Heukewalde
- Jonaswalde
- Thonhausen, Verwaltungssitz
- Vollmershain

## Geschichte
Die Verwaltungsgemeinschaft wurde am 6. November 1991 gegründet. Die Auflösung erfolgte am 11. Oktober 1994. Mit Wirkung zum 12. Oktober 1994 wurde die Verwaltungsgemeinschaft mit der ebenfalls aufgelösten Verwaltungsgemeinschaft Löbichau-Wildenbörten zur neuen Verwaltungsgemeinschaft Oberes Sprottental zusammengelegt.